# Folly Hemrica
Folly Hemrica (Dokkum, 1957) is een Nederlands predikant en beeldend kunstenares.

## Levensloop

### Opleiding
Hemrica studeerde theologie aan de Protestantse Theologische Universiteit in Kampen, de Edinburgh University en de Universiteit Leiden. Hierna volgde ze een opleiding tot schilderen en beelhouwen aan de Gerrit Rietveldacademie in Amsterdam.

### Werkzaamheden
Hemrica was vanaf 1983 werkzaam als predikant aan de Remonstrantse Gemeente Vrijburg in Amsterdam. Hierna volgde haar aanstelling tot predikant aan de hervormde Pieterskerk in Breukelen. In 1993 ging ze werken bij justitie waar ze gevangenispredikant werd voor de Protestantse Kerk in Nederland. Ze maakte daarnaast ook kunstobjecten voor gedetineerden. Ze ontving in 2008 uit de handen van  Henk van Ulsen in de Oranjekerk in Amsterdam wegens haar werk als theoloog en kunstenaars. In 2014 was ze in Leiden actief als straatpastor waar ze zorg droeg voor dak- en thuislozen. Ze is momenteel voornamelijk actief als beeldend kunstenares en heeft een eigen atelier.

## Publicatie
- (2014) Binnenwerk ISBN 9789021143583